# José Feliciano
Pour les articles homonymes, voir Feliciano et José Feliciano (homonymie).
 (décembre 2024).
José Montserrate Feliciano García (né le 10 septembre 1945 à Lares) est un chanteur et guitariste portoricain. Aveugle, il est connu pour ses reprises (Ain't No Sunshine, Light My Fire, California Dreamin', In the Year 2525, Susie Q) et ses compositions (Che sarà, écrite en 1971 par Jimmy Fontana, compositeur italien, pour le Festival de Sanremo, et Feliz Navidad). Il est lauréat d'un Grammy Award du meilleur nouvel artiste en 1969.

## Biographie
Il joue principalement sur guitare classique et crée un mélange de musique choros (Pegao), flamenco, jazzy (Affirmation, And I Love Her), pop-rock (Yesterday, Light My Fire), variété (Sunny). Sa formation classique lui permet de connaître les subtilités harmoniques et rythmiques qu’il illustre dans ses improvisations en différents domaines musicaux. Ses mélodies ont inspiré des musiciens de jazz, comme George Benson pour Affirmation. José Feliciano disait qu’il n’était pas un musicien de pop, de latin ou de jazz, mais tout simplement un musicien.

## Discographie

### Anglais et international
- 1964 : The Voice and Guitar of José Feliciano
- 1965 : Fantastic Feliciano
- 1966 : A Bag Full of Soul
- 1968 : Feliciano!
- 1968 : Souled
- 1969 : Feliciano - 10 to 23
- 1969 : Alive Alive-O!
- 1970 : Fireworks
- 1970 : Christmas Album
- 1971 : Encore!
- 1971 : Che Sarà
- 1971 : That the Spirit Needs
- 1972 : Sings
- 1972 : Memphis Menu
- 1973 : Compartments
- 1974 : For My Love, Mother Music
- 1974 : And The Feeling's Good
- 1975 : Just Wanna Rock and Roll
- 1976 : Angela
- 1977 : Sweet Soul Music
- 1981 : Jose Feliciano
- 1983 : Romance In The Night
- 1989 : I'm Never Gonna Change
- 1990 : Steppin' Out
- 1992 : Tribute to The Beatles
- 1996 : Present Tense
- 1996 : On Second Thought
- 2000 : The Season of Your Heart
- 2006 : Six String Lady (the instrumental album)

### Espagnol
- 1966 : El Sentimiento, La Voz y la Guitarra
- 1966 : La Copa Rota
- 1967 : Sombra
- 1967 : ¡El Fantástico!
- 1967 : Más Éxitos de José
- 1968 : Felicidades Con Lo Mejor de José Feliciano
- 1968 : Sin Luz
- 1971 : En Mi Soledad - No Llores
- 1971 : José Feliciano Dos Cruces
- 1971 : José Feliciano January 71
- 1971 : José Feliciano Canta Otra
- 1982 : Escenas de Amor
- 1983 : Me Enamoré
- 1984 : Como Tú Quieres
- 1985 : Ya Soy Tuyo
- 1986 : Te Amaré
- 1987 : Tu Inmenso Amor
- 1990 : Niña
- 1992 : Latin Street '92
- 1996 : Americano
- 1998 : Señor Bolero
- 2001 : Señor Bolero 2
- 2003 : Guitarra Mía Tribute
- 2005 : A México, Con Amor

## Filmographie
- 1996 : Fargo de Joel Coen : lui-même, le chanteur de l'hôtel Carlton

### Séries télévisées
José Feliciano interprète la chanson thème, Behind the Mask, pour la série télévisée Tessa à la pointe de l'épée en 2000. Il est aussi acteur dans la série Kung Fu, saison 3 (1974-1975), épisode 17 : L'Hymne à la lumière (Battle Hymn).